# Безвестное отсутствие
Безвестное отсутствие — факт длительного отсутствия гражданина в месте его постоянного жительства, установленный в судебном порядке.
В России решение о признании безвестно отсутствующим выносит суд. Согласно статье 42 Гражданского Кодекса, безвестное отсутствие гражданина как юридический факт признаётся судом по заявлению заинтересованных лиц, если в течение 1 года в месте его жительства нет сведений о месте его пребывания. 
Срок безвестного отсутствия лица начинается с момента получения о нём последних сведений, а если этот момент точно не известен, — с 1 числа следующего за ним месяца, при неизвестности месяца — с 1 января следующего года.
По своей природе признание безвестно отсутствующим является юридической презумпцией и может быть опровергнуто при обнаружении местонахождения гражданина.
Признание гражданина безвестно отсутствующим позволяет защитить его имущество, оставшееся без надзора и удовлетворить интересы кредиторов.

## Процесс признания безвестно отсутствующим
Порядок признания гражданина безвестно отсутствующим в судебном порядке урегулирован главой 30 ГПК РФ (один из видов особого производства). В заявлении, кроме стандартных требований закона необходимо указать цель признания гражданина безвестно отсутствующим и изложить обстоятельства, дающие основания для признания.
После принятия заявления судья может предложить органу опеки и попечительства назначить доверительное управление имуществом гражданина, в отношении которого подано заявление. Для выяснения обстоятельств отсутствия суд направляет запросы в органы власти и организации. При рассмотрении дел данной категории обязательно участие прокурора (ст. 288 ГПК РФ).

## Последствия признания гражданина безвестно отсутствующим
Решение суда является основанием для передачи имущества безвестно отсутствующего лица в доверительное управление гражданину, с которым орган опеки и попечительства заключит соответствующий договор. Из этого имущества осуществляется содержание лиц, которых обязан содержать безвестно отсутствующий и погашается кредиторская задолженность. Доверенности, выданные безвестно отсутствующим лицом прекращают действие.
В отдельных нормативных правовых актах могут содержаться иные последствия признания гражданина безвестно отсутствующим.
В дальнейшем в соответствии с п.1 ст. 45 ГК РФ гражданин может быть объявлен судом умершим, если в месте его жительства нет сведений о месте его пребывания в течение пяти лет, а если он пропал без вести при обстоятельствах, угрожавших смертью или дающих основание предполагать его гибель от определенного несчастного случая, — в течение шести месяцев.
Согласно п. 2 ст. 45 ГК РФ военнослужащий или иной гражданин, пропавший без вести в связи с военными действиями, может быть объявлен судом умершим не ранее чем по истечении двух лет со дня окончания военных действий.

## Отмена решения
В случае, если местонахождение безвестно отсутствующего гражданина будет установлено, суд отменяет соответствующее решение. Это влечёт прекращение доверительного управления имуществом (ст. 44 ГК РФ).